# Karl von Merveldt
Karl Hubert Graf von Merveldt (* 26. Oktober 1790 auf Schloss Lembeck in Lembeck, Kreis Recklinghausen; † 28. Januar 1859 in Meran) war preußischer Offizier, Landrat des Landkreises Beckum und Politiker.

## Familie
Er entstammte dem westfälischen Uradelsgeschlecht der Merveldt aus dem Münsterland.
Seine Eltern waren der Gutsbesitzer August Ferdinand Graf von Merveldt (1759–1830) und dessen erste Ehefrau Maria Theresia Josepha von Pergen (1763–1802).
Merveldt war drei Mal verheiratet; erst mit Therese Freiin von Nagel-Doornick († 1828), dann Marie Freiin von Nagel-Doornick († 1833). Am 19. Mai 1836 heiratete er in Duisburg dann seine dritte Frau Marie Freiin von Vittinghoff (1819–1886). Aus der dritten Ehe gingen folgende Kinder hervor:
- Theresia (* 1837)
- Paulina (* 1838)
- Ferdinand (1840–1905) ⚭ 1862 Mathilde Gräfin von Wolff-Metternich zu Gymnich (* 1843)
- Friedrich (1843–1911) ⚭ 1871 Luise Freiin von Landsberg-Velen (1849–1915)
- Sophia (* 1849)

## Leben
Merveldt war Major der preußischen Armee und wechselte dann in den Staatsdienst. Von 1829 bis 1848 war er Landrat des Kreises Beckum. Nach dem Tod seines Bruders 1853 erbte er neben der Erbmarschallswürde des Fürstentums Münster den umfangreichen Grundbesitz der Familie mit den in einem Fideikommiss zusammengefassten Gütern Lembeck und Hagenbeck sowie Gütern in Geinege, Werne, Westerwinkel im Kreis Lüdinghausen, Wolbeck im Kreis Münster, Huxdieck, Seppenhagen im Kreis Beckum, Freckenhorst im Kreis Warendorf, Empte und Ostendorf im Kreis Coesfeld.
1841 war er als Vertreter des Fürsten zu Rheina-Wolbeck und 1843 sowie 1845 vertrat er den Fürsten zu Sayn-Wittgenstein-Berleburg auf dem Provinziallandtag der Provinz Westfalen. 1847 wurde er als stellvertretendes Mitglied des Provinziallandtags gewählt und nahm als solcher am Ersten Vereinigten Landtag in Berlin teil. 1851 bis 1858 war er für die Ritterschaft im Wahlbezirk Ost-Münster Abgeordneter auf dem Provinziallandtag. 1854 wurde Merveldt auf Präsentation des Grafenverband Westfalen Mitglied des Preußischen Herrenhauses auf Lebenszeit.